# توتشاپی (ناحیه اوهرسکه هرادیشتی)
توتشاپی (به چکی: Tučapy) یک منطقهٔ مسکونی در جمهوری چک است که در ناحیه اوهرسکه هرادیشتی واقع شده‌است. توتشاپی ۲٫۴۵ کیلومتر مربع مساحت و ۲۳۷ نفر جمعیت دارد و ۳۲۰ متر بالاتر از سطح دریا واقع شده‌است.